# Gewichtsdecke

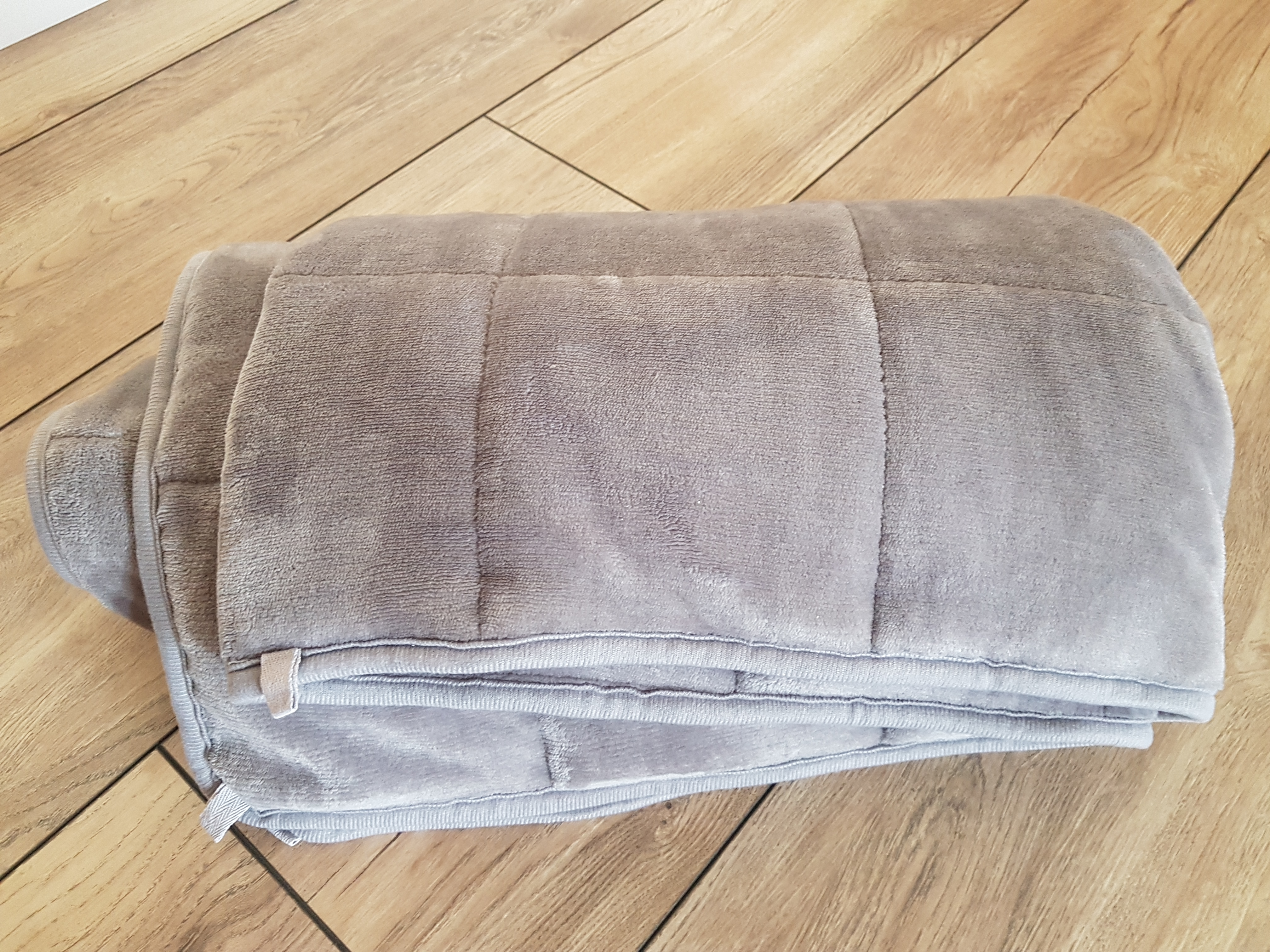
Kommerzielle Gewichtsdecke (5,4 kg schwer)

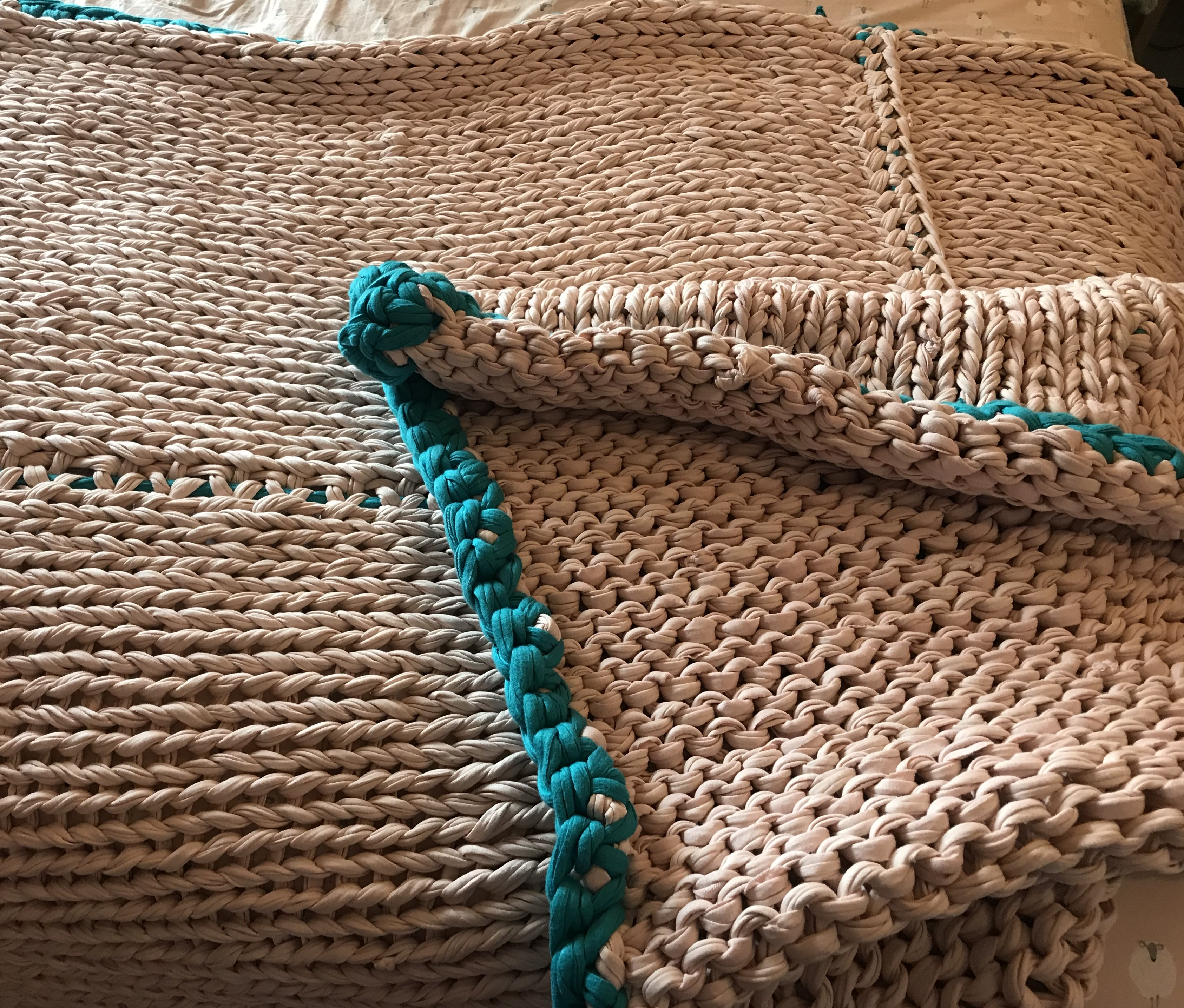
Selbstgemachte Gewichtsdecke (6,7 kg schwer)

Gewichtsdecken, auch als Gravity-Decken bekannt, sind spezielle Decken, die mit einem zusätzlichen Gewicht versehen sind. Diese Decken werden häufig als Therapieprodukte beworben, und behauptet, sie würden Stress, Angstzustände und Schlafprobleme lindern – dies allerdings ohne ausreichende wissenschaftliche Evidenz. Der gleichmäßige Druck, den Gewichtsdecken auf den Körper ausüben, würde zu einer sogenannten Tiefendruckstimulation (Deep Pressure Stimulation, DPS, ein ebenfalls nicht wissenschaftlich etablierter Begriff) führen, die dazu dienen würde, das Wohlbefinden zu fördern.

## Anwendung
Gewichtsdecken sollen unterschiedliche gesundheitliche Wirkungen erzielen, insbesondere bei Schlafstörungen. Sie werden hierbei als „Therapiedecken“ vermarktet, z. B. bei Kindern mit Autismus oder Erwachsenen mit psychischen Erkrankungen. Für eine schlafverbessernde Wirkung gibt es allerdings keine Evidenzen, die vorliegenden Studien sind widersprüchlich und wenig aussagekräftig.
Gewichtsdecken sind in verschiedenen Gewichtsklassen erhältlich, normalerweise im Bereich von 0,9 bis 11,3 kg. Sie können aus verschiedenen Materialien bestehen, darunter Baumwolle, Mikrofaser oder mit Glasperlen gefüllte Kammern.